# صنعت مهمان‌یاری
صنعت مهمان‌یاری (انگلیسی: Hospitality industry) شاخه‌ای گسترده از صنعت خدمات است که در زمینه ارائه مکان‌های اقامتی، برنامه‌ریزی مراسم، شهر بازی‌ها، ترابری، خطوط کشتی‌های کروز، همچنین خدمات گردشگری را دربرمی‌گیرد. مهمان نوازی، صنعتی چند میلیارد دلاری است که در آن شغل‌های فراوانی قابل تعریف می‌باشد، برای نمونه یک واحد مهمان‌نوازی مانند رستوران، هتل یا یک پارک تفریحی؛ شامل کارگروه‌های مختلفی از قبیل تعمیر و نگهداری تأسیسات و عملیات خانه‌داری، باربری، آشپزخانه، مدیریت، بازاریابی و منابع انسانی می‌باشد.